# San Severino Marche
San Severino Marche è un comune italiano di 11 806 abitanti della provincia di Macerata nelle Marche.

## Geografia fisica
San Severino Marche sorge 45 km ad ovest del mare Adriatico, dista circa 30 km dall'Appennino umbro-marchigiano ed è attraversato dal fiume Potenza e da alcuni suoi affluenti. Con i suoi 194 km² di estensione, presenta il territorio più ampio di tutta la provincia di Macerata.
Il territorio è prevalentemente collinare, eccezion fatta per il centro abitato e tutta la zona circostante l'alveo del Fiume Potenza. L'orografia del Comune è molto variegata, presentando rilievi più significativi nella zona occidentale (alle spalle della città inizia infatti il subappennino marchigiano) e colline decisamente più basse nella zona est. L'altimetria del territorio comunale presenta quindi marcate differenze, passando da circa 150 metri s.l.m. nella frazione di Berta, a circa 1000 metri s.l.m. nella zona di Canfaito.

### Clima
San Severino Marche presenta il clima tipico dell'area collinare dell'entroterra marchigiano, caratterizzato sia da elementi mediterranei che da elementi continentali. Rilevante la presenza del Mare Adriatico, che si trova in linea d'aria a circa 45 km, e determinante nell'influenzare le condizioni climatiche cittadine è la relativa prossimità dei rilievi appenninici, nonostante l'altitudine della città sia di circa 230 metri s.l.m. quindi piuttosto modesta.
L'inverno è solitamente abbastanza rigido, anche se le giornate invernali sono talvolta mitigate dalla presenza di venti di Garbino, che possono determinare temperature intorno ai 15-20 °C anche in piena stagione invernale. Le nevicate, pur non verificandosi con grande frequenza, possono talvolta essere abbondanti, specie nelle zone medio-alto collinari. Le maggiori precipitazioni nevose si verificano con le incursioni balcaniche, mentre sono meno frequenti le perturbazioni di tipo atlantico. Le gelate possono essere diffuse nelle ore più fredde della giornata, specie nei fondovalle.
Le stagioni intermedie sono generalmente abbondanti di precipitazioni e piuttosto variabili, determinando nevicate e gelate tardive, come pure caldi anomali fuori stagione.
Le estati sono calde e spesso afose, specialmente nei fondovalle per la presenza del Fiume Potenza. Più ventilate e meno afose sono invece le zone collinari, pur raggiungendo talvolta temperature intorno ai 40 °C.
Assai rilevante è l'intensità dei venti, che spirano specialmente da sud-est (Scirocco) e da sud-ovest (Garbino), mentre meno frequenti sono i venti da nord (Tramontana). Per la collocazione geografica in cui si trova San Severino Marche, spesso i venti possono raggiungere velocità ragguardevoli perdurando anche per più giorni ed influenzando notevolmente la temperatura, sia con repentini rialzi che con bruschi cali.
| San Severino Marche                | Mesi | Mesi | Mesi | Mesi | Mesi | Mesi | Mesi | Mesi | Mesi | Mesi | Mesi | Mesi | Stagioni | Stagioni | Stagioni | Stagioni | Anno |
| San Severino Marche                | Gen  | Feb  | Mar  | Apr  | Mag  | Giu  | Lug  | Ago  | Set  | Ott  | Nov  | Dic  | Inv      | Pri      | Est      | Aut      | Anno |
| ---------------------------------- | ---- | ---- | ---- | ---- | ---- | ---- | ---- | ---- | ---- | ---- | ---- | ---- | -------- | -------- | -------- | -------- | ---- |
| T. max. media (°C)                 | 11   | 13,4 | 12,4 | 16,3 | 20,6 | 25,5 | 33,1 | 31,0 | 26,2 | 23,1 | 15,9 | 12,2 | 12,2     | 16,4     | 29,9     | 21,7     | 20,1 |
| T. media (°C)                      | 6,8  | 8,4  | 7,5  | 11,4 | 15,7 | 20,4 | 27,1 | 25,2 | 20,5 | 18,1 | 11,7 | 8,1  | 7,8      | 11,5     | 24,2     | 16,8     | 15,1 |
| T. min. media (°C)                 | 2,7  | 3,4  | 2,6  | 6,1  | 10,1 | 14,3 | 20,1 | 19,2 | 15,0 | 12,8 | 7,5  | 3,9  | 3,3      | 6,3      | 17,9     | 11,8     | 9,8  |
| Precipitazioni (mm)                | 63   | 66   | 80   | 93   | 84   | 64   | 48   | 50   | 73   | 68   | 88   | 82   | 211      | 257      | 162      | 229      | 859  |
| Giorni di pioggia                  | 8    | 7    | 8    | 10   | 8    | 7    | 5    | 6    | 7    | 7    | 8    | 9    | 24       | 26       | 18       | 22       | 90   |
| Eliofania assoluta (ore al giorno) | 5,1  | 5,8  | 7,5  | 9,1  | 10,8 | 12,3 | 12,5 | 11,5 | 9,1  | 6,9  | 5,7  | 5,1  | 5,3      | 9,1      | 12,1     | 7,2      | 8,5  |

## Storia
I resti più antichi di presenza umana a San Severino risalgono al paleolitico inferiore e provengono dalla frazione di Stigliano; altri reperti, rinvenuti in varie località del territorio comunale, documentano una continuità di insediamento per tutta l'epoca preistorica.
La prima civiltà significativa di cui rimangono tracce è quella dei Piceni, concentrata nelle vicinanze di Pitino, circa due chilometri a nord-est del centro urbano attuale: successive campagne di scavo, dal 1932 a oggi, hanno portato alla luce una zona residenziale, sulla sommità di un colle, e tre necropoli nelle vicinanze, il tutto databile tra il VII e il V secolo a.C.
Dopo la conquista romana del Piceno, nel 268 a.C., nel vicino fondovalle sorge l'abitato di Septempeda (dal latino septem peda, forse in riferimento ai sette colli sotto i quali si trova, o forse in riferimento alla lunghezza delle mura che proteggevano la città), che diverrà municipio nel I secolo a.C. Della città romana sono stati individuati in tempi successivi resti di mura con un complesso termale, un incrocio stradale, tracce di domus private, una fornace e un sepolcreto. Da alcune iscrizioni si sa che doveva esistere un tempio dedicato alla dea Feronia, divinità di origine sabina a cui si consacravano i liberti.
Il municipio romano andò in rovina in epoca alto-medievale, e un nuovo nucleo urbano sorse in posizione più protetta sul colle detto Monte Nero, che domina l'abitato odierno; la città ricostruita fu battezzata con il nome di Severino, un santo locale di cui si hanno poche notizie certe, vescovo di Septempeda a metà del VI secolo. Le testimonianze storiche attestano che la città antica continuò a sopravvivere per tutto il Basso Medioevo, smentendo la leggenda secondo cui sarebbe stata distrutta da Totila nel 545 d.C., durante la guerra greco-gotica.
Quanto al nuovo centro, il primo documento credibile della sua esistenza è del 944, anno di probabile fondazione dell'antica cattedrale. Libero comune intorno al 1170, parteggiò costantemente per i ghibellini; nel corso del Duecento si ingrandì fino all'estensione attuale, in parte per via militare e in parte acquistando i castelli circostanti dai precedenti proprietari.
Il Trecento è caratterizzato dalla signoria degli Smeducci, famiglia locale di capitani di ventura, che mantennero con una certa continuità l'egemonia sulla città, finché nel 1426 il Papa li esiliò definitivamente. Tendenzialmente guelfi, ma spesso opportunisti, gli Smeducci risultarono quasi sempre malvisti alla popolazione, che si ribellò al loro dominio in più di una circostanza, ma seppero svolgere anche un ruolo di mecenati in quello che rimane il periodo di massima fioritura artistica di San Severino.
Dopo il breve governo di Francesco Sforza (1433-45), il comune passa sotto il controllo diretto dello Stato della Chiesa; i secoli successivi registrano un sostanziale declino economico e culturale. Nel 1586 San Severino ottiene il titolo di città e quello di diocesi, mantenuto per quattrocento anni esatti. Nel frattempo, cessate le esigenze di difesa, il centro abitato si è spostato quasi del tutto dal colle a fondovalle, attorno alla vecchia piazza del mercato; fra la metà del Settecento e l'inizio dell'Ottocento, anche i simboli del potere civile e religioso (Palazzo comunale, Duomo, vescovato) lasciano quella che ormai è una contrada isolata.
Pur non essendo stata epicentro, San Severino ha ricevuto diversi danni a causa delle scosse del 26 (magnitudo 5.6 e 5.9) e 30 ottobre (magnitudo 6.5) 2016 durante il Terremoto del Centro Italia del 2016 e del 2017. Numerosissime case sono risultate inagibili, e si sono verificati anche dei crolli. Basti pensare anche alle vicine Tolentino e soprattutto Camerino (dove i danni sono stati anche peggiori).

### Simboli
Lo stemma di San Severino Marche è stato riconosciuto con DPCM del 9 agosto 1961.
L'immagine nello scudo ricorda la facciata del Duomo Vecchio, dedicato a san Severino, che sorge sulla cima del Monte Nero.
Il gonfalone, concesso con DPR del 9 marzo 1962, è un drappo partito di bianco e di rosso.

## Monumenti e luoghi d'interesse
Il patrimonio artistico di San Severino Marche è notevole e fortemente legato al periodo di massima autonomia del comune e ai primi decenni del governo ecclesiastico: a quest'epoca risalgono sia le numerose chiese gotiche visibili in città e nel territorio, sia le opere lasciate dalla locale scuola pittorica che ebbe i suoi massimi esponenti nei fratelli Salimbeni e in Lorenzo d'Alessandro, rispettivamente all'inizio e alla fine del XV secolo.

### Architetture religiose

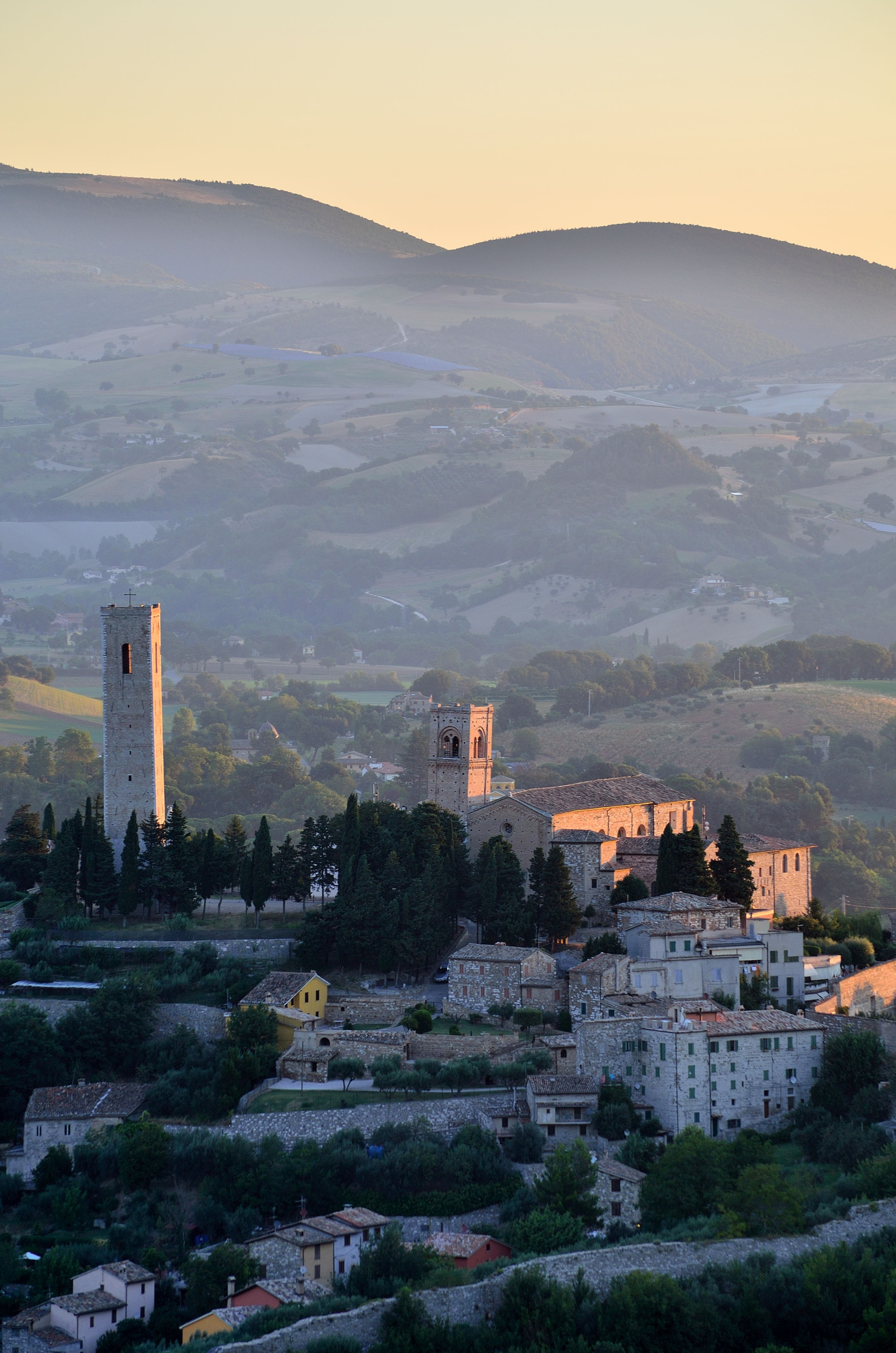
Il Duomo vecchio con la Torre degli Smeducci.

- Duomo vecchio. Sorge sulla sommità del cosiddetto Monte Nero. Fondato nel 944 venne rifatto nel XIII secolo e rimaneggiato più volte, custodisce all'interno i resti del santo patrono Severino, (nato circa l'anno 470 in Septempeda, morto circondato da popolo e clero l'8 gennaio 545) e un pregevole coro ligneo rinascimentale, iniziato dall'intagliatore locale Domenico Indivini e completato dai fratelli Acciaccaferri nel primo Cinquecento. Alla stessa epoca risale il chiostrino quadrato, un peristilio a due ordini di archi che unisce la chiesa all'ex-Palazzo vescovile. L'interno è stato rifatto nel 1741.
- Duomo nuovo. Sorge nel Borgo, vicino a Piazza del Popolo. Eretta nel 1250 sul luogo di una precedente chiesetta dedicata a Maria Maddalena, è stata più volte rimaneggiata e ampliata. L'interno fu rifatto totalmente nel 1776 in forme del tardo-barocche marchigiane, e nel 1827 la chiesa venne convertita in Cattedrale al posto del Duomo Vecchio. Oggi è concattedrale dell'arcidiocesi di Camerino-San Severino Marche e conserva della costruzione quattrocentesca la facciata con portale adorno di terrecotte e resti di affreschi attribuiti a Lorenzo d'Alessandro ed il campanile, di forme analoghe a quelli del Duomo vecchio, San Domenico e San Lorenzo in Doliolo. All'interno conserva tra altre opere un Crocifisso ligneo dell'Acciaccaferri, una tavola dei fratelli Antonio e Giovanni Gentili, figli di Lorenzo d'Alessandro ed un quadro del Pomarancio. Il coro e la bussola del tempio vennero disegnati dall'architetto Ireneo Aleandri.
- Santa Maria del Glorioso, sulla strada per Cingoli-Apiro, riccamente dipinta, ove la statua lignea raffigurante la Madonna addolorata versò miracolosamente lacrime il 22 aprile 1519. Officiata dai sacerdoti diocesani; la domenica di aprile più vicina alla data della lacrimazione, con concorso di popolo, clero e confraternite, si svolge una celebrazione a ricordo dell'evento.
- La basilica di San Lorenzo in Doliolo è la più antica di San Severino Marche. Custodisce i resti mortali di santa Filomena, sant'Ippolito e san Giustino.
- Chiesa di San Rocco, con artistici quadri, dipinti, statue, sede dell'omonima confraternita.
- Chiesa di San Giuseppe, sulla piazza centrale della città, (attualmente inagibile a causa di un grosso incendio ivi sviluppatosi nella notte del 31 dicembre 2009). Chiesa interamente ed eccellentemente dipinta. Custodisce pregevoli arazzi, quadri, dipinti e statue di incalcolabile valore, fra le quali tre statue lignee, a grandezza naturale, raffiguranti San Giuseppe con Bambino, Cristo morto e Cristo risorto, realizzate da Venanzio Bigioli (1771-1854), ogni anno portate in solenne processione per le vie della città il venerdì santo e la domenica di Pasqua, dalla Confraternita del Corpus Domini.
- Chiesa di San Filippo con artistici quadri, dipinti, bassorilievi, statue.
- Chiesa di San Domenico risale al XIII secolo ed è stata rifatta in più occasioni. L'interno a tre navate è seicentesco e conserva una pala di Bernardino di Mariotto con la Madonna col Bambino e Santi, del 1514, oggi purtroppo mancante di parte dell'incorniciatura originale.[10] La torre campanaria, situata a destra del presbiterio, ospita un ciclo di affreschi con le Storie di santa Caterina, opera di un ignoto maestro trecentesco, identificato da alcuni con Diotallevi di Angeluccio da Esanatoglia. Nel 2005, dopo un restauro integrale, è stato riaperto al pubblico il chiostro monumentale, di proprietà pubblica dal 1860, anno della confisca dei beni ecclesiastici.
- Chiesa di San Paolo, 1830 opera di Ireneo Aleandri, ha un curioso interno ad emiciclo con colonne doriche e semicupola a cassettoni appena accennati con presbiterio rettangolare, e presenta sul portale un bassorilievo raffigurante la Vergine e proveniente dalla chiesetta più antica appartenente all'Ordine dei Crociferi. La statua del Santo sul colmo del tetto a padiglione, (quasi del tutto erosa dalle intemperie), è attribuita allo scalpello di Antonio Rosa, padre dello scultore Ercole Rosa.
- Santuario della Madonna dei Lumi, la cui costruzione è iniziata il 1º giugno 1586, con chiesa abbaziale, riccamente dipinta, con pregevoli quadri, numerosi affreschi e dipinti di Gaspare Gasparini (Annunciazione, 1590, seconda cappella destra),[11] di Giuseppe Mattei, Andrea Sacchi (1599-1661), Giulio Lazzarelli (1606-1667), Giuseppe Aloe, Felice Torelli (1667-1748), Gianandrea Urbani (1599-1632) e di Felice Damiani (1594), che realizzò due cicli pittorici nelle cappelle di sinistra, una di patronato Lauri e l'altra dei Cancellotti, entrambe già dotate della decorazione in stucco tra 1592 e 1593 all'interno della quale il pittore eseguì dipinti su tela. Quelli della cappella Lauri, la prima a sinistra, eseguiti nel 1594, sono tre tele raffiguranti, a sinistra, il Viaggio della Vergine e Giuseppe per andare in visita ad Elisabetta, all'altare la Visitazione e a destra il Sogno di San Giuseppe[12] e altre figure di Santi, mentre nella volta sono storie della vita del Battista. L'attigua cappella Cancellotti, decorata dal Damiani tra 1595 e 1596, ha sull'altare maggiore una Natività datata 1596 e alle pareti un'Adorazione dei Magi e una Presentazione al Tempio, oltre ad altre figure di Santi. Sulla volta sono Storie dell'Infanzia di Cristo.[11] Vi sono anche: un coro ligneo, un ciborio dello stesso materiale e diverse statue lignee di rilievo (angeli del Bigioli, trafugati però nottetempo da ignoti verso la fino del secolo XX, non ancora ritrovati). Il complesso monumentale retto dai monaci cistercensi, è la sede residenziale attuale dell'abate presidente della Congregazione di San Bernardo d'Italia.
- Convento di San Salvatore dei Cappuccini a Colpersito
- La chiesetta della Maestà, quattrocentesca, a due chilometri dal centro abitato, sulla strada per Tolentino, sarebbe stata costruita in seguito ad un miracolo: secondo una cronaca manoscritta dell'epoca, un contadino mentre arava il campo avrebbe visto muoversi un'immagine dipinta della Vergine, e una voce gli avrebbe ordinato di costruire una chiesa in quel luogo. All'interno si trova una serie di cinque affreschi del pittore locale Lorenzo d'Alessandro, di chiaro carattere votivo (alcuni soggetti si ripetono), dipinti nel nono decennio del XV secolo. Le figure, non del tutto omogenee stilisticamente, presentano nell'insieme una linea fluida e un atteggiamento sereno e composto che rimanda al Rinascimento umbro e fiorentino.
- La chiesa di Santa Maria del Cesello, in località Ugliano, è un ambiente rettangolare con un insolito, lunghissimo tetto spiovente che ripara un timpano con affresco seicentesco dipinto sulle mura esterne dell'edificio (esempio artistico rarissimo, uno dei pochi dell'Italia centrale). L'interno è tappezzato di immagini votive dipinte dal Quattrocento al Seicento, artisticamente grezze ma interessanti come testimonianza della devozione popolare.
- Chiesa di Sant'Eustachio sorge nell'area delle grotte di Sant'Eustachio, sulla strada per Castelraimondo, originariamente faceva parte di un complesso monastico di cui rimangono solo alcuni ruderi, in antico era dedicata a San Michele. Nei pressi sono presenti varie cavità, alcune di origine naturale ed altre di origine artificiale. La valle in cui è ubicata la chiesa è classificata come area protetta dalla Regione Marche.
- Chiesa di Santa Maria delle Pantanelle, in località Cagnore, con affresco attribuito a Cristoforo di Giovanni, da San Severino Marche, seconda metà del secolo XV, raffigurante la Madonna della misericordia. Festa il 15 agosto di ogni anno, con gare di bocce a campo libero.

### Architetture civili

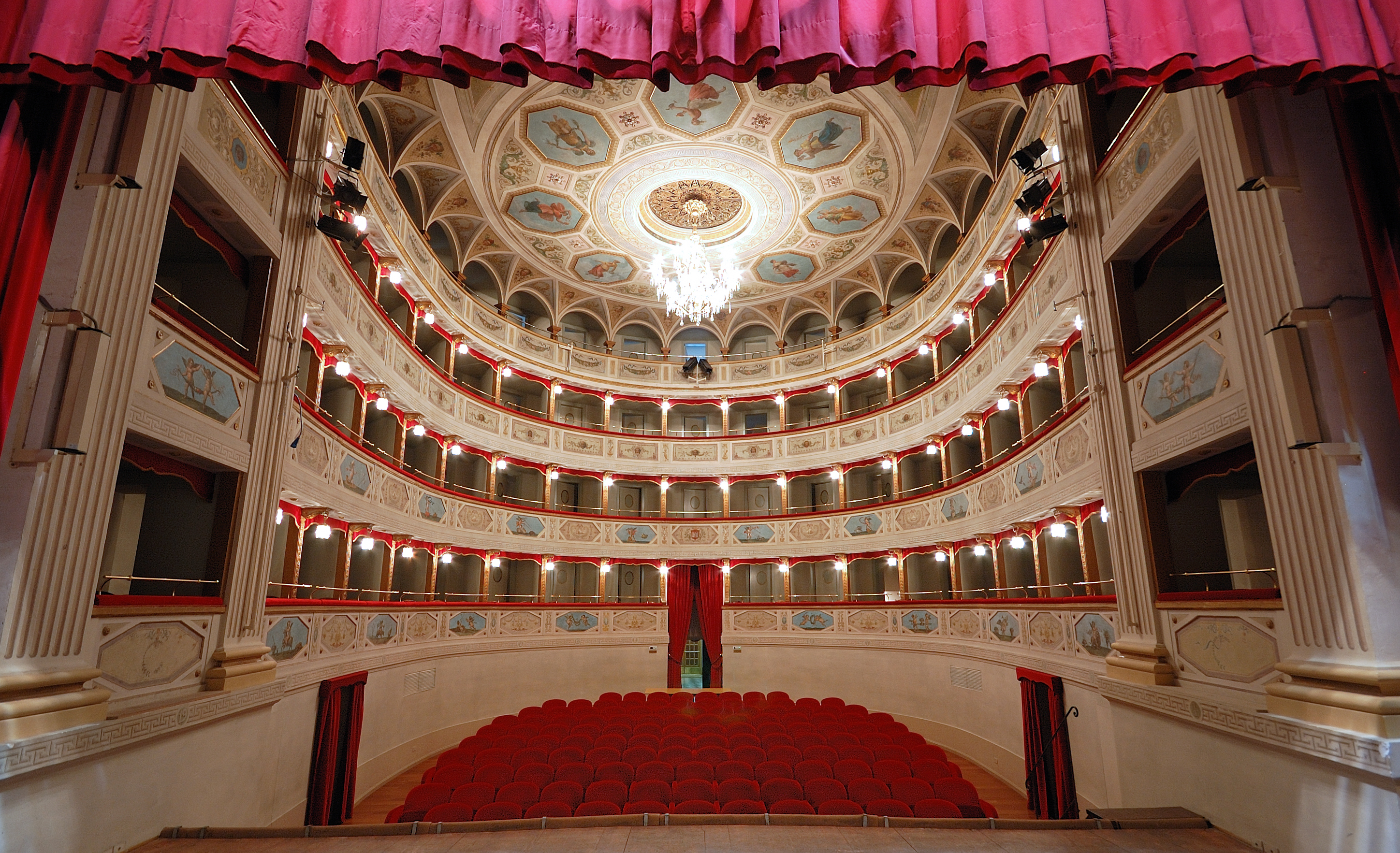
Il Teatro Feronia.

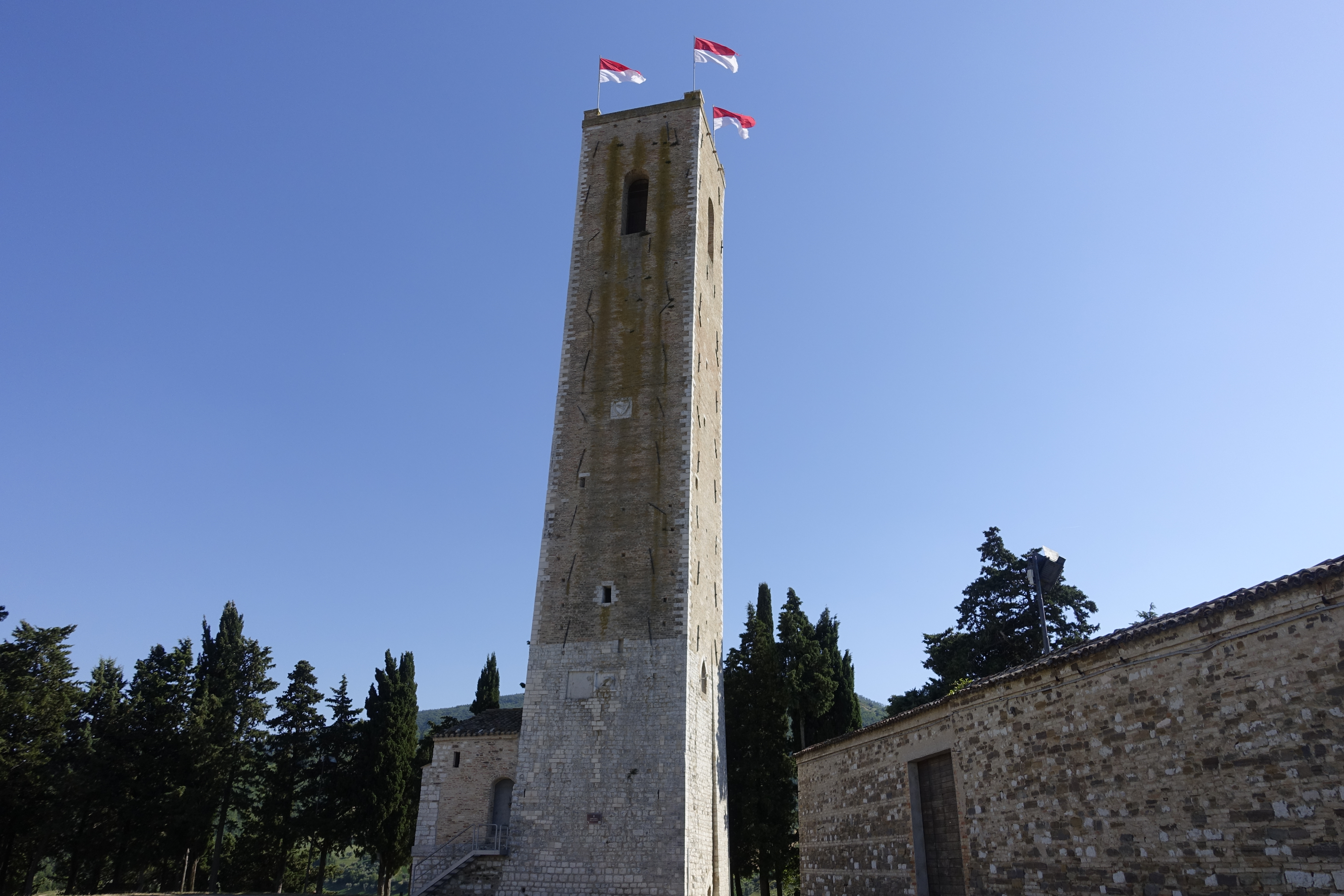
La torre degli Smeducci con le bandiere della città sulla cima.

- Piazza del Popolo. Grande piazza porticata dall'insolita forma a fuso, lunga 224 metri e larga 55, la piazza di San Severino Marche – in origine Platea mercati, oggi Piazza del Popolo – fu creata nel Duecento ampliando per scopi commerciali un'arteria stradale che in quel punto costeggiava l'abitato medievale. Nei secoli è diventata il "salotto buono" della nobiltà, e tuttora i palazzi gentilizi che la circondano esprimono il meglio dell'architettura locale dal Cinquecento al primo Novecento.[13]
- Il Teatro Feronia prospetta sulla piazza, è opera dell'architetto settempedano Ireneo Aleandri che lo costruì nel 1827 sulle rovine di un teatro ligneo settecentesco. Se la facciata è modesta e le dimensioni ridotte ricalcano quelle dell'edificio preesistente, la struttura neoclassica dell'interno è di grande qualità. Il sipario rappresenta il rito della liberazione degli schiavi davanti al tempio della dea Feronia.[14]
- Castello di San Severino, sulla cima del Monte Nero, è la sede della città medievale. Delle antiche costruzioni restano ampi tratti di mura, due porte, Porta delle Sette Cannelle e Porta di San Francesco, e, sulla sommità, le due torri simbolo della città: quella del comune, o degli Smeducci, (che presenta ancora uno stemma con il leone passante ghibellino) e, di fronte, il campanile del Duomo vecchio.

### Siti archeologici
- La zona archeologica si trova lungo la strada provinciale 361, un chilometro circa a est dell'abitato. Della Septempeda romana sono visitabili le terme, un tratto di mura e i resti di due porte.[15]

## Società

### Evoluzione demografica
Abitanti censiti

### Etnie e minoranze straniere
Al 31 dicembre 2023 la popolazione straniera era di 1.081 persone, pari al 9,21% della popolazione.

## Cultura

### Musei

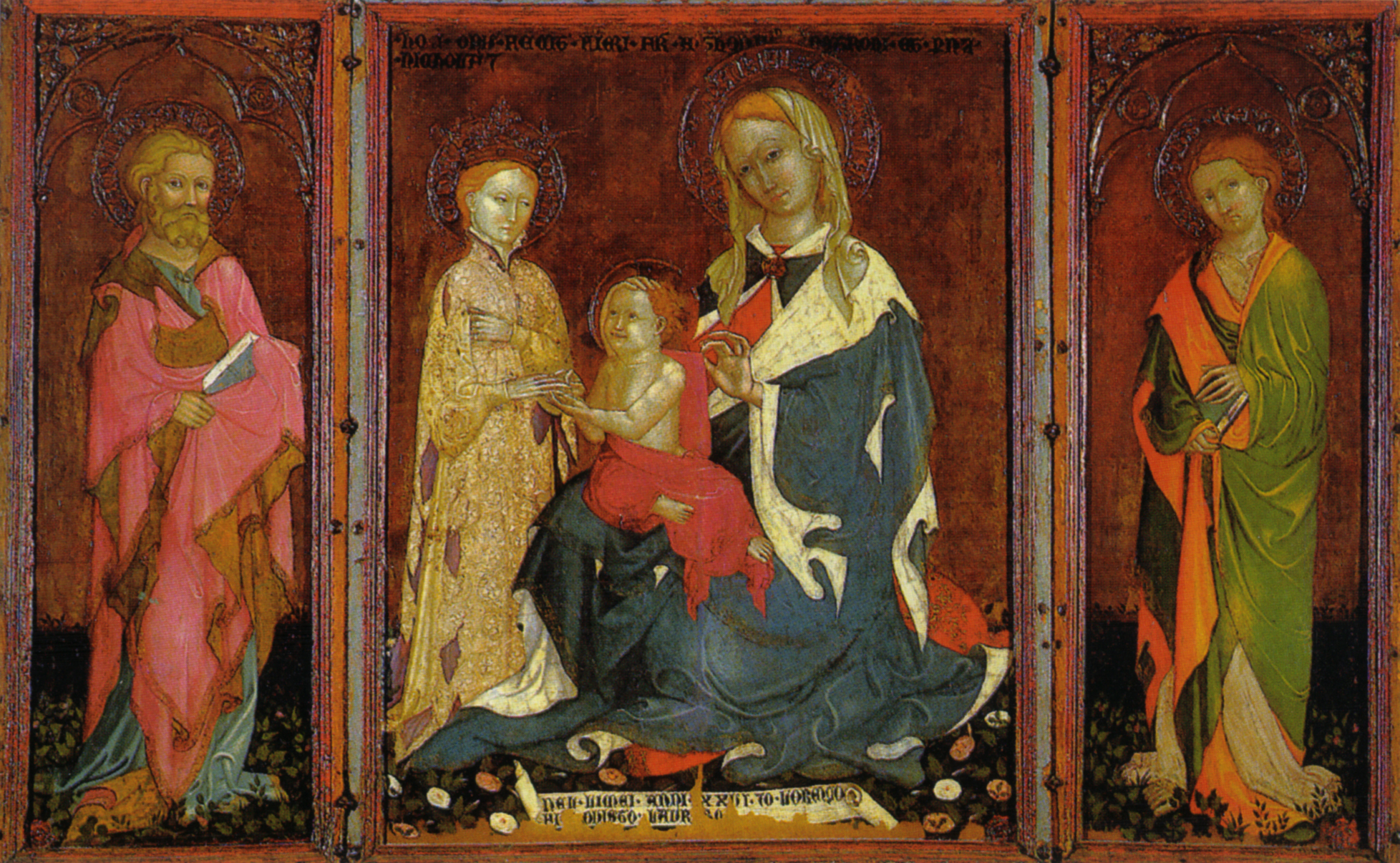
Opera di Lorenzo Salimbeni, matrimonio mistico di santa caterina, 1400, pinacoteca di San Severino

- La Pinacoteca civica Tacchi-Venturi, ospitata nel quattrocentesco Palazzo Minuzzini, fu istituita nel 1974 e raccoglie opere soprattutto di scuola locale che risalgono al periodo tra il XIV secolo e il XVI secolo.
- Il Museo archeologico Giuseppe Moretti, di recente spostato in una nuova sede, raccoglie testimonianze archeologiche dal territorio di Septempeda, (poi divenuta San Severino Marche) che spaziano dal Paleolitico all'Alto Medioevo. La parte numericamente più consistente della raccolta è costituita dai pezzi lasciati nell'Ottocento da Domenico Pascucci, medico condotto con la passione dell'archeologia: nonostante l'assenza di molti dati scientifici, i reperti rappresentano una testimonianza preziosa dell'insediamento preistorico nella zona.
- Il Museo del territorio di San Severino Marche include una casa colonica, un giardino botanico e il museo vero e proprio con oggetti, strumenti e attrezzi della civiltà contadina, artigianale e protoindustriale, raccolti e conservati grazie all'opera volontaria di Oberdan Poleti, già prestatore di lavoro della vicina scuola media.

### Eventi

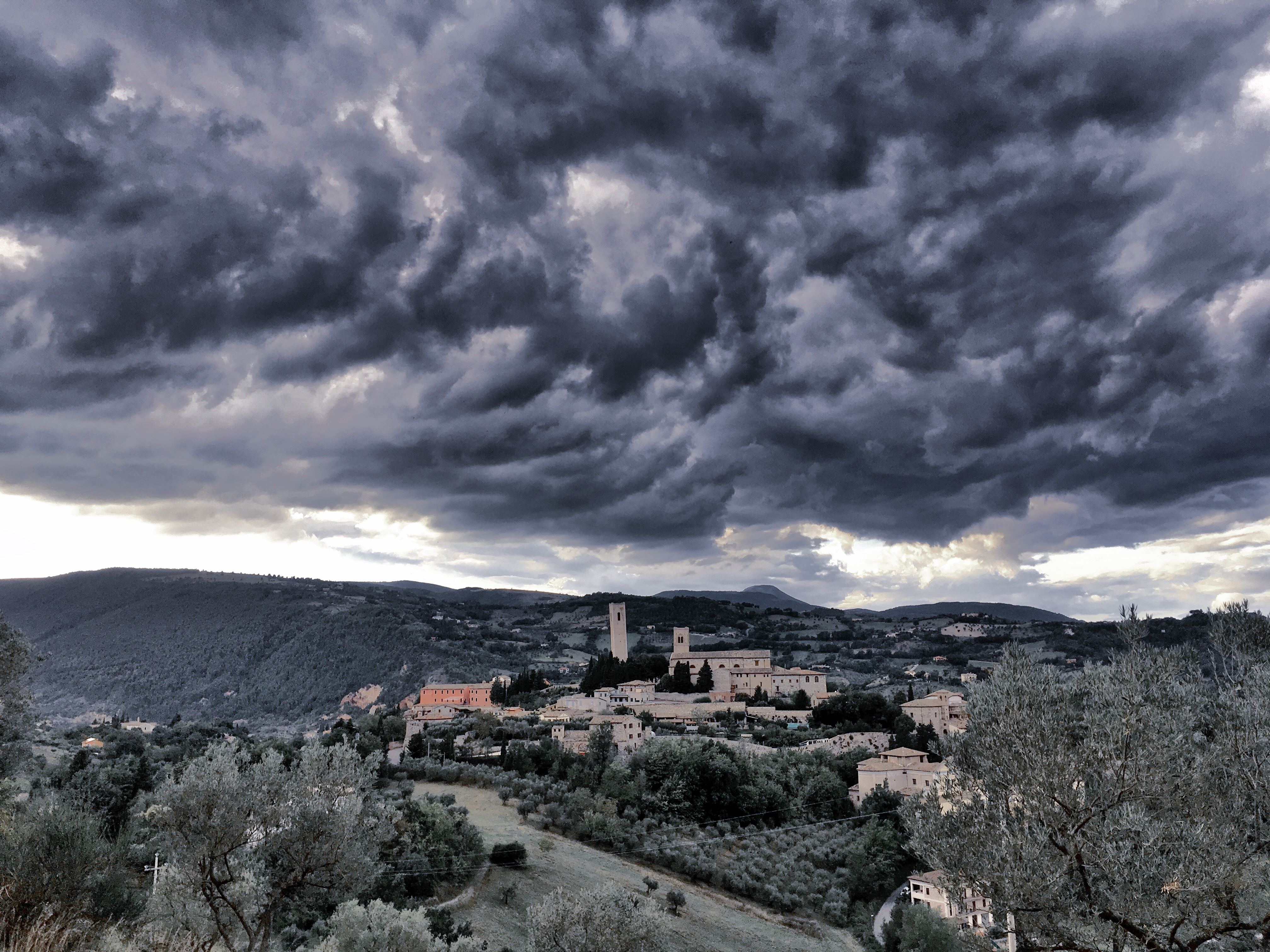
Centro storico, con la torre degli Smeducci

Tutti gli anni, le prime due settimane di giugno, l'associazione Palio dei Castelli organizza il Palio dei Castelli: il periodo scelto è il 1400 quando San Severino era guidata dalla signoria degli Smeducci. Le feste in onore del patrono San Severino risalgono a secoli fa, tuttavia il Palio è organizzato dal 1972. Inizialmente si festeggiava il Palio ogni 4 anni, solo dal 1984 si svolge tutti gli anni.
Premio Salimbeni per la storia e la critica d'arte: dedicato ai due artisti più noti di San Severino e istituito nel 1983, il premio è assegnato alternativamente a saggi di storia dell'arte italiana (anni pari) e marchigiana (anni dispari).

## Geografia antropica

### Frazioni e località
Agello, Aliforni, Barbari, Berta, Biagi, Cagnore, Canfaito, Cappella, Carpignano, Caruccio, Casette, Castel San Pietro, Cesolo, Chigiano, Colleluce, Collicelli, Colmone, Colotto, Corsciano, Cusiano, Elcito, Gagliannuovo, Gaglianvecchio, Granali, Isola, Maricella, Marciano, Martinelli, Monticole, Mozzacatena, Orpiano, Palazzata, Parolito, Patrignolo, Paterno, Pitino, Portolo, Rocchetta, San Mauro, Sant'Elena, Serrabassa, Serralta, Serripola, Serrone, Stigliano Capo, Stigliano Piede, Sventatora, Tabbiano, Taccoli, Ugliano, Valdiola, Valle Piana, Villanova.

#### Elcito

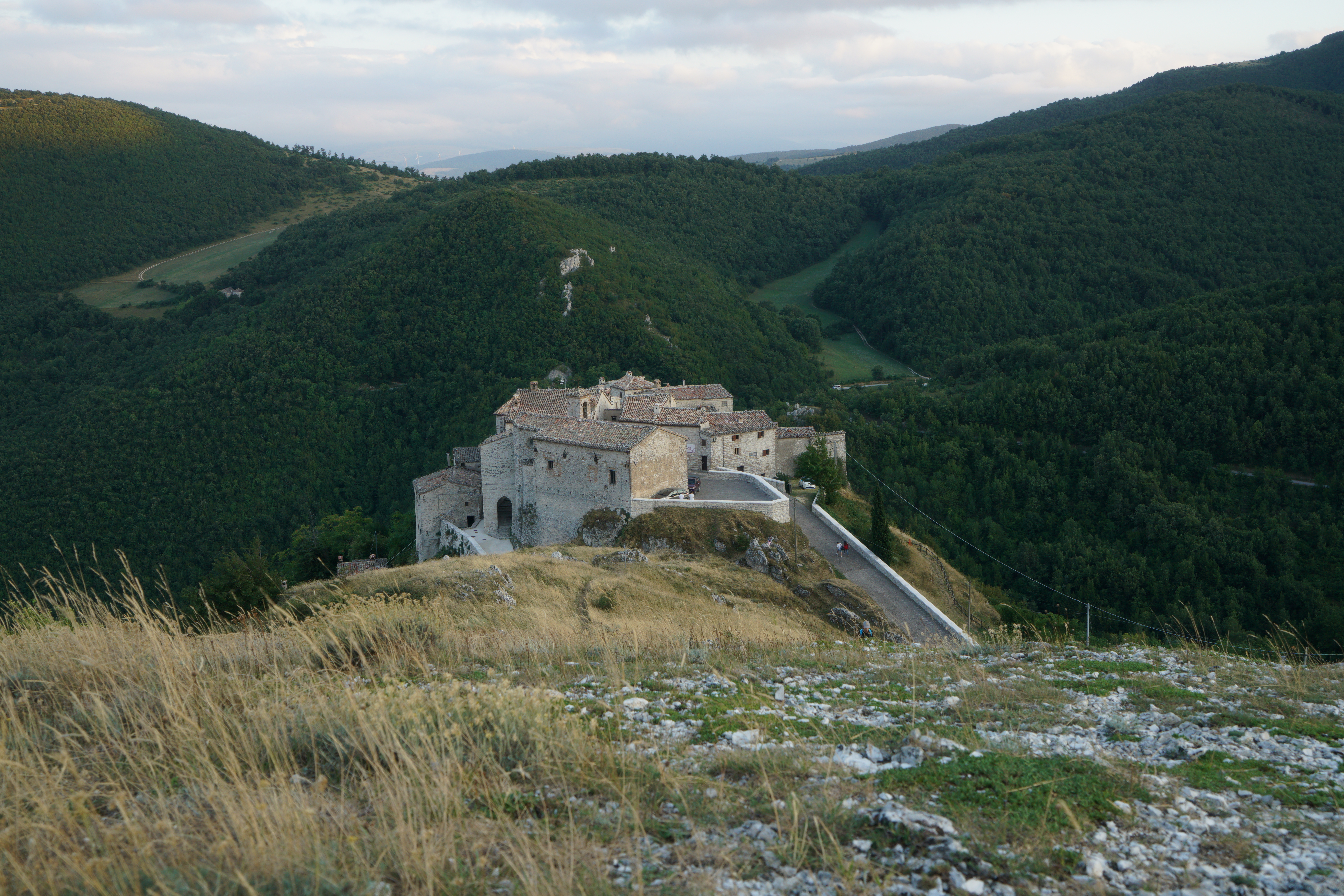
Elcito

Antico castello eretto a difesa dell'Abbadia di Val Fucina, sorge su uno sperone roccioso a 824 m s.l.m., alle pendici del Monte San Vicino. A Elcito non c'è mai stato un emporio o un negozio, neppure per i generi di prima necessità perché fino agli anni ‘70 era una comunità autosufficiente. Erano duecento persone e avevano un intenso rapporto con la loro terra, fonte primaria di sussistenza.
Proseguendo lungo la strada si giunge all'altopiano di Canfaito, che fa parte della Riserva Naturale del Monte San Vicino e del monte Canfaito.
L'altopiano è caratterizzato dalla presenza di faggi plurisecolari.

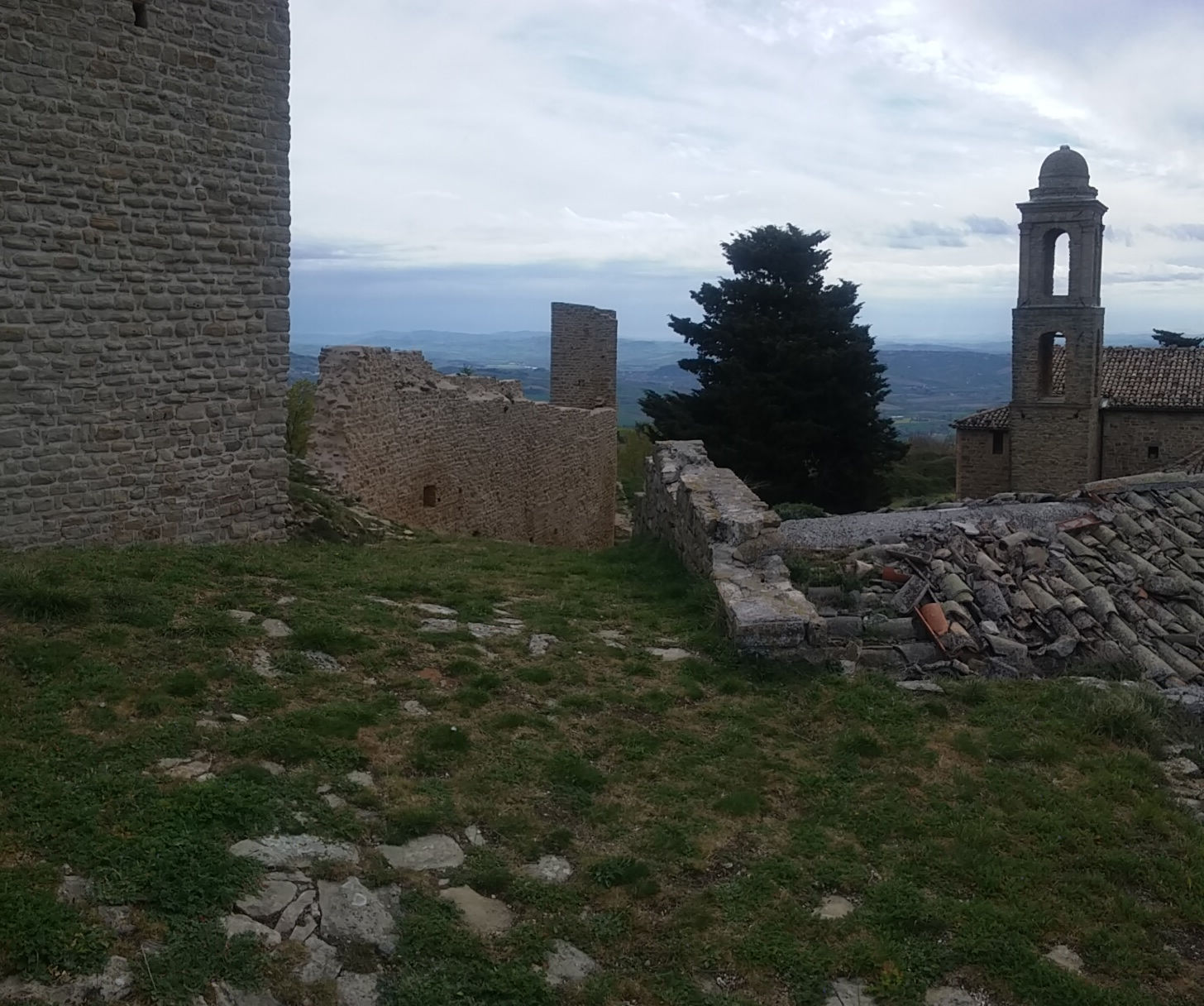
Castello di Pitino Scorcio delle mura e della chiesa

#### Pitino
Circa 600 a.C. una delle più importanti località picene dell'area centro italica, se non l'unica, poi federata con Roma. Precedente a Septempeda. Reperti archeologici intatti, fondamentali per la ricostruzione della storia delle antiche civiltà come scudi, elmi, monili e anfore casualmente ritrovati nei terreni della zona, prima del 1950, in tombe arcaiche coperte da poderosi tronchi, sono custoditi presso il museo archeologico nazionale delle Marche ad Ancona. Presso la frazione si trovano i resti del castello di Pitino.

### Rioni
Borgo Conce, Case Bruciate, Castello al Monte, Centro Storico, Di Contro, Fontenova, Glorioso, Gorgonero, Mazzini, Pieve, Ponte Sant'Antonio, San Michele, San Pacifico, San Paolo, Sassuglio, Scaloni, Settempeda, Uvaiolo.

## Economia

### Turismo
Nel 2023, il comune è stato insignito della bandiera arancione del Touring Club Italiano.

## Infrastrutture e trasporti

### Strade
San Severino Marche è attraversata dalle seguenti vie di comunicazione:
- Strada statale 502 di Cingoli che la collega a Jesi, Cingoli e Serrapetrona
- Strada statale 361 Septempedana che conduce fino ad Ancona e Nocera Umbra
- SP 127 che conduce a Tolentino
- SP 2 Apirese che la collega con Apiro.

### Ferrovie
Il comune è servito dalla stazione di San Severino Marche, posta sulla linea regionale Civitanova Marche-Fabriano.

## Amministrazione
| Periodo          | Periodo          | Primo cittadino     | Partito                   | Carica                  | Note   |
| ---------------- | ---------------- | ------------------- | ------------------------- | ----------------------- | ------ |
| 2 settembre 1985 | 8 agosto 1990    | Adriano Vissani     | Democrazia Cristiana      | Sindaco                 |        |
| 8 agosto 1990    | 9 dicembre 1992  | Alduino Pelagalli   | Democrazia Cristiana      | Sindaco                 |        |
| 9 dicembre 1992  | 24 dicembre 1993 | Vittorio Sgarbi     | Partito Liberale Italiano | Sindaco                 |        |
| 28 gennaio 1994  | 13 giugno 1994   | Tiziana Tombesi     |                           | Commissario prefettizio |        |
| 13 giugno 1994   | 4 luglio 1996    | Manlio Rossi        | Centro-destra             | Sindaco                 | [ 23 ] |
| 4 luglio 1996    | 18 novembre 1996 | Giuseppe Fraticelli |                           | Commissario prefettizio |        |
| 18 novembre 1996 | 13 maggio 2001   | Fabio Eusebi        | Centro-destra             | Sindaco                 |        |
| 14 maggio 2001   | 28 maggio 2006   | Fabio Eusebi        | Centro-destra             | Sindaco                 |        |
| 29 maggio 2006   | 15 maggio 2011   | Cesare Martini      | Centro-sinistra           | Sindaco                 |        |
| 16 maggio 2011   | 5 giugno 2016    | Cesare Martini      | Uniti per San Severino    | Sindaco                 |        |
| 6 giugno 2016    | 3 ottobre 2021   | Rosa Piermattei     | San Severino cambia       | Sindaco                 | [ 24 ] |
| 4 ottobre 2021   | in carica        | Rosa Piermattei     | San Severino cambia       | Sindaco                 |        |

Fonte: Ministero dell'Interno.

### Gemellaggi
- Ferentino
- Balmaseda

## Sport
- A.S.D. Serralta: società locale di calcio a 5 fondata nel 1987,attualmente milita in serie C2
- San Severino Volley, società di pallavolo fondata nel 1975, con un passato in serie B nazionale; attualmente milita in serie C
- Moto Club Settempedano (fondato nel 1949)
- Polisportiva Serralta, società di calcio e altri sport (La squadra di calcio attualmente milita in Terza Categoria)
- SSD Settempeda, società locale di calcio fondata nel 1925. Attualmente milita nel campionato di Prima categoria
- Società Amatori Basket, la società locale di basket, attualmente in serie C regionale
- Rotellistica Settempeda, società di pattinaggio corsa su pista
- Gruppo Alpino Italiano CAI (fondato nel 1947)[26]
- Gruppo Ippico Settempedano
- Società Bocciofila Settempeda
- Gruppo ciclistico pedale Settempedano
- Tennis club San Severino Marche
- Ruzzola Serralta (due volte campione d'Italia)[27]
- Centro Sub Hippocampus
- Federazione italiana tiro con l'arco
- Centro sportivo italiano (C.S.I.)
- Palazzetto Dello Sport Albino Ciarapica
- LG Montgomery calcio femminile
- Comunità Berta
- Pallanuoto Blu Gallery San Severino
- PitBull SoftAir Club - San Severino M
- A.s.d. scacchi la torre Smeducci - San Severino Marche
- Tiro a volo Le Ginestre